# ホーレス・グレイシー
ホーレス・グレイシー（Rolles Gracie、1978年7月14日 - ）は、ブラジルの男性柔術家、総合格闘家。リオデジャネイロ州出身。ヘンゾ・グレイシー柔術アカデミー所属。ブラジリアン柔術四段。
ホーウス・グレイシーの長男。

## 来歴
2007年5月にアメリカ合衆国で開催されたADCC 2007に99kg以上級で出場。決勝でファブリシオ・ヴェウドゥムと対戦し、敗戦。準優勝に終わった。
2007年9月20日、アメリカ合衆国で開催されたIFLにて、プロ総合格闘技デビューを果たし、チョークスリーパーで一本勝ち。
2010年2月6日、UFC初参戦となったUFC 109でジョーイ・ベルトランと対戦し、パウンドでTKO負け。プロ初黒星を喫した。
2012年12月31日、INOKI BOM-BA-YE 2012で川口雄介と対戦し、肩固めで一本勝ちを収めた。
2014年1月4日新日本プロレス東京ドーム大会にダニエル・グレイシーとタッグを組んで桜庭和志、永田裕志組と対戦する。その後もビックマッチに参戦してクレイジー一族とも対戦した。

## 戦績
| 総合格闘技 戦績 | 総合格闘技 戦績 | 総合格闘技 戦績 | 総合格闘技 戦績 | 総合格闘技 戦績 | 総合格闘技 戦績 | 総合格闘技 戦績 |
| --------------- | --------------- | --------------- | --------------- | --------------- | --------------- | --------------- |
| 12 試合         | (T)KO           | 一本            | 判定            | その他          | 引き分け        | 無効試合        |
| 8 勝            | 0               | 8               | 0               | 0               | 0               | 0               |
| 4 敗            | 4               | 0               | 0               | 0               | 0               | 0               |

| 勝敗 | 対戦相手                   | 試合結果                       | 大会名                                              | 開催年月日     |
| ×    | マリウス・プッツナウスキー | 1R 0:27 TKO（パンチ連打）      | KSW 31: Materla vs. Drwal                           | 2015年5月23日  |
| ×    | カロル・ベドルフ           | 1R 4:34 TKO（打撃）            | KSW 28: Fighters' Den 【KSWヘビー級タイトルマッチ】 | 2014年10月4日  |
| ×    | デリック・メイメン         | 2R 2:40 KO（右フック）         | WSOF 5: Arlovski vs. Kyle                           | 2013年9月14日  |
| ○    | 川口雄介                   | 1R 2:00 肩固め                 | INOKI BOM-BA-YE 2012                                | 2012年12月31日 |
| ○    | トニー・ボネロ             | 3R 1:33 リアネイキドチョーク   | ONE FC 5: Pride of a Nation                         | 2012年8月31日  |
| ○    | ボブ・サップ               | 1R 1:18 ギブアップ（パウンド） | ONE FC 2: Battle of Heroes                          | 2012年2月11日  |
| ○    | リー・メイン               | 1R 1:51 肩固め                 | Wreck MMA: Unfinished Business                      | 2011年10月28日 |
| ○    | ブレーデン・バイス         | 1R 1:05 肩固め                 | UCC 4: Supremacy                                    | 2011年4月22日  |
| ×    | ジョーイ・ベルトラン       | 2R 1:31 TKO（パウンド）        | UFC 109: Relentless                                 | 2010年2月6日   |
| ○    | ピーター・グラハム         | 1R 1:43 肩固め                 | AOW 14: Ground Zero                                 | 2009年9月26日  |
| ○    | バガ・アガエフ             | 1R 5:09 リアネイキドチョーク   | AOW 12: Invincible                                  | 2009年5月23日  |
| ○    | サム・ホロウェイ           | 1R 1:49 リアネイキドチョーク   | IFL: 2007 Team Championship Final                   | 2007年9月20日  |

## 獲得タイトル
- ADCC 2007 99kg以上級 準優勝（2007年）